# Lebkuchen

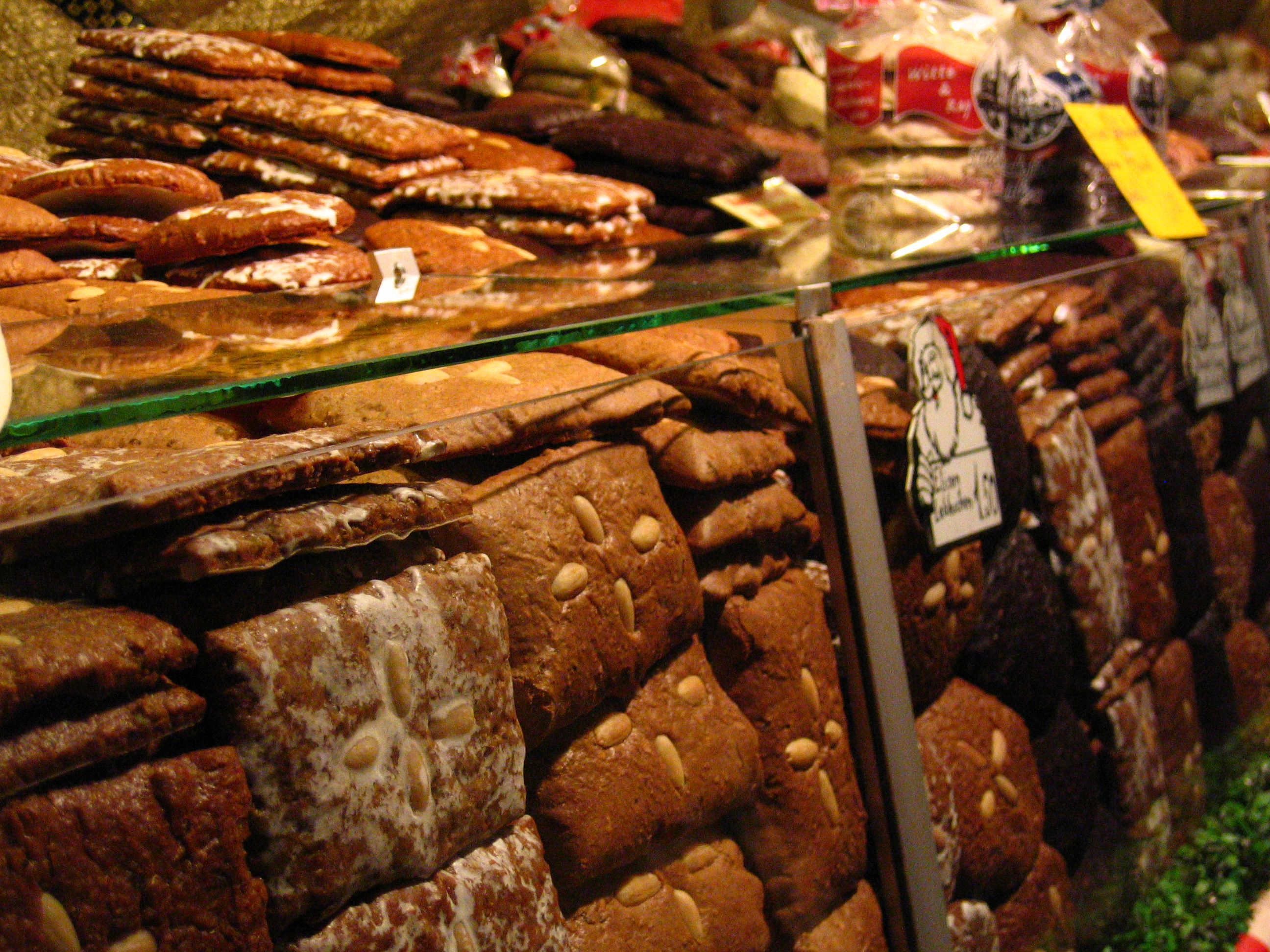
Lebkuchen in einem Lebkuchenstand auf dem Christkindlesmarkt in Nürnberg

Lebkuchen (mit den speziellen Varianten der Honigkuchen, Pfefferkuchen, Pfeffernüsse, Gewürzkuchen, Printen) ist ein süßes, kräftig gewürztes und haltbares Gebäck, das in vielfältigen Formen und Varianten vorkommt. In vielen Kulturen ist er heute ein fester Bestandteil des Weihnachtsgebäcks, nur wenige Sorten werden insbesondere auf Jahrmärkten und Volksfesten ganzjährig angeboten. Die Bäcker zählen Lebkuchen zu den Dauerbackwaren.
Die Lebkuchenherstellung hat eine lange Tradition und ist vielerorts Teil der lokalen Backkultur. Hiervon zeugen verschiedene geschützte Herkunftsbezeichnungen für regionale Lebkuchenspezialitäten, wie beispielsweise Aachener Printen, Nürnberger Lebkuchen oder Pulsnitzer Pfefferkuchen.
Früher gehörten die Hersteller von Lebkuchen oftmals einem anderen Handwerk an als die übrigen Bäcker, sie nannten sich Lebküchler, Pfefferküchler, Lebzelter oder Lebküchner. Solche Ausdrücke werden heute noch gerne von Bäckern verwendet, die sich auf Lebkuchen spezialisiert haben und sind teilweise auch noch offiziell in Gebrauch; so war zum Beispiel in der DDR der Pfefferküchler ein Handwerksberuf. Acht Jahre nach der Wiedervereinigung Deutschlands wurde die Ausbildung zum auf Pfefferkuchen spezialisierten Bäcker wieder offiziell anerkannt.

## Bezeichnungen und Etymologie
Wie bei vielen Küchenbegriffen gibt es auch beim Lebkuchen im Deutschen verschiedene regionale Bezeichnungen. Im Süden, Westen und Norden Deutschlands dominiert der Begriff Lebkuchen. In süd- und westdeutschen Regionen finden sich aber auch die (das nicht mehr verstandene Bestimmungswort umdeutenden) Bezeichnungen Labekuchen, Leckkuchen oder Lebenskuchen. In Teilen Bayerns und Baden-Württembergs wird Magenbrot als Synonym für Lebkuchen verwendet, wenngleich damit im Allgemeinen eine andere Art von Gebäck bezeichnet wird. Im östlichen Deutschland ist dagegen die Bezeichnung Pfefferkuchen vorherrschend.
Das Wort Lebkuchen ist seit dem 13. Jahrhundert in den mittelhochdeutschen Formen lebekuoche, lebkuoche belegt. Die Herkunft des ersten Teils des Wortes ist unsicher. Möglicherweise liegt eine Entlehnung von mittellateinisch lībum ,Fladen‘ in die mittelalterliche deutsche Klostersprache vor. Alternativ wird eine Herleitung von mhd. leip ,(ungesäuertes) Brot‘ (daraus neuhochdeutsch Laib) erwogen. Aus diesen beiden Deutungsmöglichkeiten ergäben sich die Bedeutungen ,Fladenkuchen‘ und ,Brotkuchen‘.
Das gleichbedeutende Wort Lebzelten (m.) geht in seinem zweiten Bestandteil auf althochdeutsch zelto, mhd. zelte ,Fladen, Brot, (flacher) Kuchen‘ zurück. In althochdeutschen Glossaren finden sich die Wortgleichungen „tortella leip vel [= oder] zelto“ und „liba celten“. Die Bedeutungsgleichheit von leip, zelto und libum sowie zuletzt auch mhd. kuoche ,Brotkuchen‘ lassen an eine verdeutlichende Zusammensetzung jeweils zweier synonymer Begriffe denken. Heute meint man mit Lebzelten (auch Zelte, Zeltlein, Zeltchen) meist kleinere Lebkuchen.
Der Ausdruck Pfefferkuchen verweist, wie auch das englische gingerbread (wörtlich „Ingwerbrot“) und das französische pain d’épices (wörtlich „Gewürzbrot“), auf die kräftige Würzung (vgl. hierzu Hasenpfeffer), die Bezeichnung Honigkuchen auf das zumindest früher wichtigste Süßungsmittel. Pfeffer stand seit dem Mittelalter als Synonym für viele (vor allem überseeische) Gewürze; Pfeffer im eigentlichen Sinne enthielten und enthalten Pfefferkuchen in der Regel nicht. Nur zu den Pfeffernüssen wird normalerweise auch (weißer) Pfeffer zugegeben.

## Beschreibung
Charakteristisch für alle Lebkuchen ist, dass sie viel Süßungsmittel enthalten (traditionell Honig), aber Wasser, Milch und Fett wenig bis überhaupt nicht zugegeben werden. Durch die trockene, zuckerreiche Beschaffenheit ergibt sich eine recht lange Haltbarkeit. Ganz typisches Merkmal ist außerdem, dass sie kräftig gewürzt werden, so dass sie insgesamt außerordentlich kräftig und süß schmecken. Typische Lebkuchengewürze sind heutzutage Anis, Fenchel, Ingwer, Kardamom, Koriander, Macis, Muskat, Nelken, Piment und Zimt. Der Gewürzhandel führt auch fertig gemischtes Lebkuchengewürz für Industrie, Handwerk und Haushalt. Fraglich ist allerdings, wie die ursprünglichen Lebkuchenrezepte im 13. Jahrhundert aussahen, als es noch keine Gewürze wie Piment aus der Neuen Welt gab.
Die chemische Lockerung des Teiges hat bei Lebkuchen Tradition, und zwar sind die klassischen Lockerungsmittel Pottasche und Hirschhornsalz; Hirschhornsalz gibt dem Lebkuchen die für dieses Triebmittel typische Geschmacksnote, Pottasche hingegen ist eher geschmacksneutral, treibt den Teig aber nur in die Breite und wird daher nicht als einziges Lockerungsmittel genommen. Die Hersteller haben aber heute vielfach auf Backpulver bzw. Natron umgestellt, nicht zuletzt weil Hirschhornsalz zu einem hohen Acrylamidgehalt im fertigen Gebäck führt.
Das Deutsche Lebensmittelbuch gibt die allgemeine Verkehrsauffassung in Deutschland für verschiedene Lebkuchensorten und -qualitäten wieder. Darin sind Mindestanteile von Zuckerarten und Ölsamen und andere Kriterien festgelegt, unter anderem auch die Anforderung, bestimmte Lebkuchensorten nur mit Kuvertüre und nicht mit kakaohaltiger Fettglasur zu überziehen. Diese Leitsätze haben keine Gesetzeskraft, sondern sind (freilich sehr maßgebliche) Orientierungshilfen für die Produktkennzeichnung im Warenverkehr.
Es gibt zwei grundsätzlich verschiedene Arten von Lebkuchen: Braune Lebkuchen backt man aus knetbaren Teigen mit hohem Mehlanteil, hierzu zählen Pfeffernüsse, Spitzkuchen, Printen, viele Formgebäcke wie Lebkuchenherzen und dergleichen. Oblatenlebkuchen werden aus einer weichen, mehlarmen oder sogar mehlfreien Masse hergestellt, die auf Oblaten gespritzt wird, sie sind also enge Verwandte der Makronen.

### Braune Lebkuchen

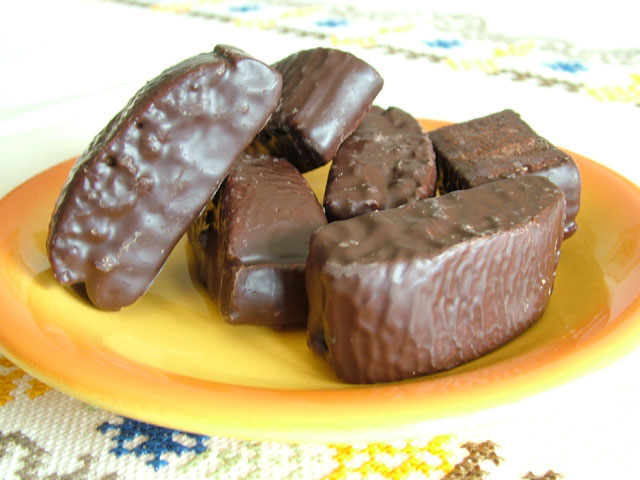
Pulsnitzer Spitzkuchen

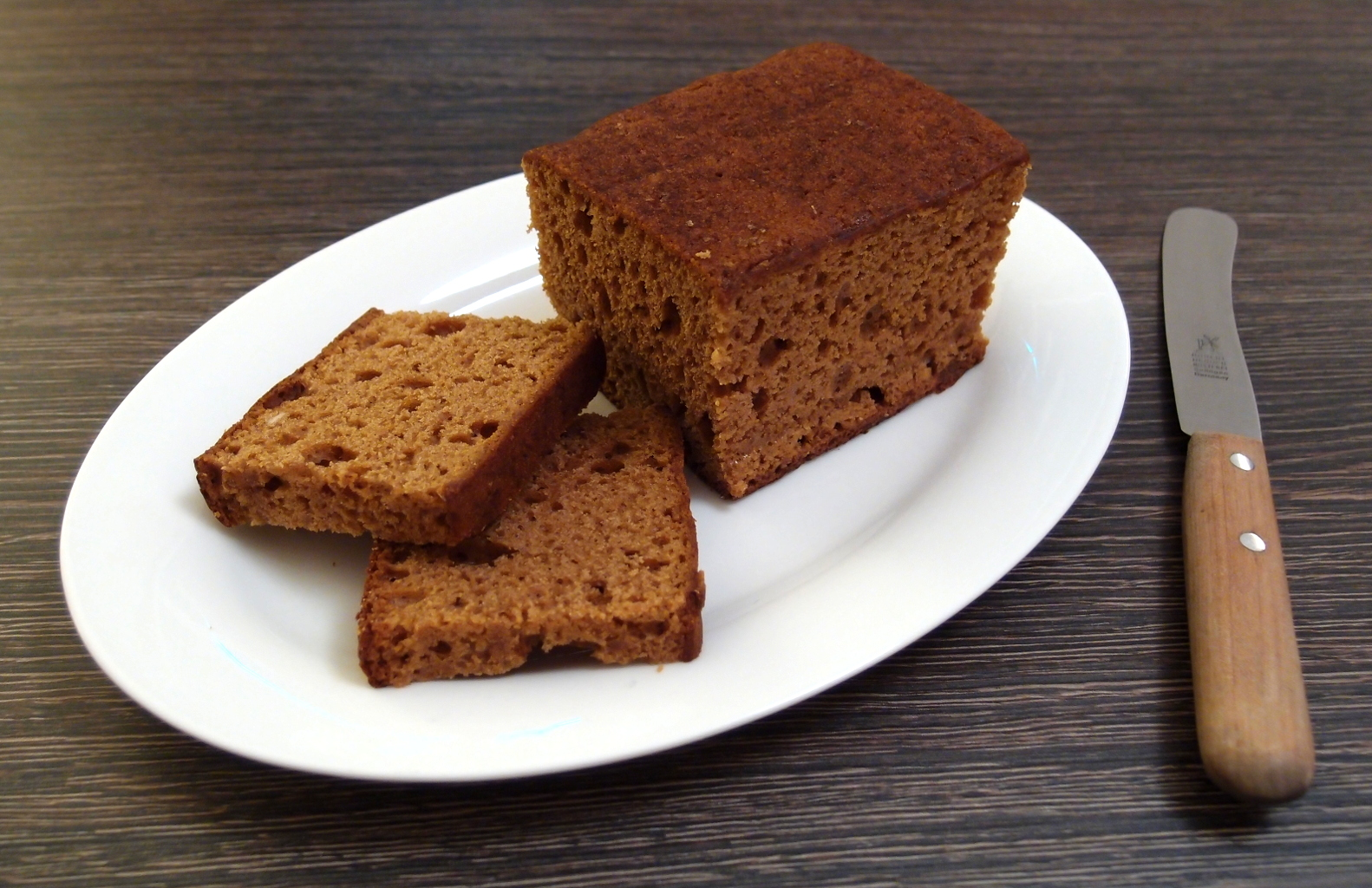
Holländischer Frühstückskuchen

Braune Lebkuchen werden aus einem knetbaren Teig hergestellt, der zum größten Teil aus Mehl (zum Teil auch Stärke) und Honig oder einem anderen dickflüssigen Süßungsmittel besteht. Hinzu kommen zumeist noch Eier, dagegen wird auf Wasser oder Milch und Fett weitgehend verzichtet. Zur Verfeinerung gibt man dem Teig zum Beispiel Mandeln, Nüsse oder Kandisstücke zu.
Zimtkuchen sind rechteckige, ungefüllte, unglasierte Braune Lebkuchen, die schon vor dem Backen in Zimtzucker gewälzt wurden.
In dem wasser- und fettarmen Gebäck quillt das Mehl fast gar nicht und bildet keinen Kleber aus, normaler Zucker würde schnell auskristallisieren. Aus diesem Grund kommen nur dickflüssige bis cremige Süßungsmittel in Frage, die den Teig zusammenhalten und dafür sorgen, dass er saftig bleibt und nicht hart und spröde wird. Das traditionelle Süßungsmittel war und ist Honig. Erst seit der Erfindung von Kunsthonig (d. h. Invertzuckercreme), Glukosesirup und anderen Zuckerarten mit hohem Invertzuckeranteil kann der Honig bei diesen Sorten ganz oder teilweise ersetzt werden, und das geschieht auch. Aber gerade beim Backen im Haushalt ist hier nach wie vor Honig üblich, zumal Invertzuckercreme im Einzelhandel selten erhältlich ist. Als Mehl wird kleberschwaches, glutenarmes Weizenmehl verwendet, damit das Gebäck hoch aufgeht und eine großporige, kurze Krume bekommt. Neben dem hellen Vordermehl Type 550 – besonders für stärker gelockerten Lebkuchen – nimmt man auch dunklere Mehle der Typen 812 und 1050 und setzt bis zu 50 % Roggenmehl (Typen 997 oder 1150) zu, um das Gebäck saftiger und weicher zu machen, die Süße zu dämpfen und das Aroma zu verfeinern. Vollkornlebkuchen sind ungewöhnlich, aber erhältlich.
Es ist üblich, den Teig für braunen Lebkuchen als sogenannten Lagerteig zu führen. Dabei wird der Teig ohne die Triebmittel, Gewürze und Eier – im Wesentlichen also das Gemisch aus Mehl und Honig oder einem anderen Süßungsmittel – über mehrere Tage, Wochen oder sogar Monate kühl und in geschlossenen Behältern gelagert. Während dieser Zeit bauen die natürlicherweise im Teig vorhandenen Milchsäurebakterien in geringem Maße den üppig vorhandenen Zucker ab und wandeln ihn in verschiedene Säuren um (unter anderem Milchsäure). Dies verbessert zum einen das Aroma, erlaubt zum anderen die Verwendung von Pottasche und Natron als Lockerungsmittel ohne weitere Säurezugabe (sie funktionieren nämlich nur in saurer Umgebung).
Der Lebkuchen gibt bei trockener Luft schnell Feuchtigkeit ab und wird dadurch fester. Bei richtiger Lagerung und 65–70 % relative Luftfeuchte und 18–22 °C Raumtemperatur werden sie wieder weich. Aufgrund seiner Rezeptur ist Lebkuchen hygroskopisch.
Der fertige Teig wird in Form gebracht, indem man ihn frei formt, schneidet, ausrollt und mit Formen aussticht, in Modeln drückt oder in Kastenformen füllt. Die Gebäckstücke werden oft auch gefüllt, zum Beispiel mit Marmelade oder Marzipan, und belegt, bestreut, mit Schokolade oder Zuckerglasur überzogen und verziert.
Von den Gebäckarten aus braunem Lebkuchen seien einige Beispiele genannt:
- Printen: Rechteckige, flache Lebkuchen mit Kandisstückchen, erhältlich als Hart- und Weichprinten. Besonders bekannt (und namentlich geschützt) sind Aachener Printen.
- Frühstückskuchen: In der Kastenform gebackene, hohe, lockere Laibe, zum Teil mit Kandis belegt, vor allem aus Holland bekannt (niederländisch ontbijtkoek).
- Dominosteine: Eine Süßigkeit (manchmal als „Schichtpraline“ herausgestellt) mit Gelee und Marzipan oder Persipan auf einem Lebkuchenboden.
- Basler Läckerli: Geschnittener Lebkuchen vom Blech mit kandierten Früchten und charakteristischer Zuckerglasur.
- Liegnitzer Bombe: Kleiner, runder Lebkuchen mit Frucht-Marzipan-Füllung und Schokoladenglasur.
- St. Galler und Appenzeller Biber: Weiche, saftige Teilchen mit Marzipanfüllung.

Lebkuchen ist ein beliebtes Material für Gebildbrot; gängige Formen sind Sterne, Herzen, Männchen, Pferde und dergleichen, und natürlich auch die Bestandteile von Lebkuchenhäusern.
Das Deutsche Lebensmittelbuch formuliert für einige Varianten des braunen Lebkuchens besondere Anforderungen, unter anderem Honigkuchen, Dominosteine, Printen und Spitzkuchen, teilweise noch in den drei Qualitätsstufen einfach, fein und feinst.

### Oblatenlebkuchen

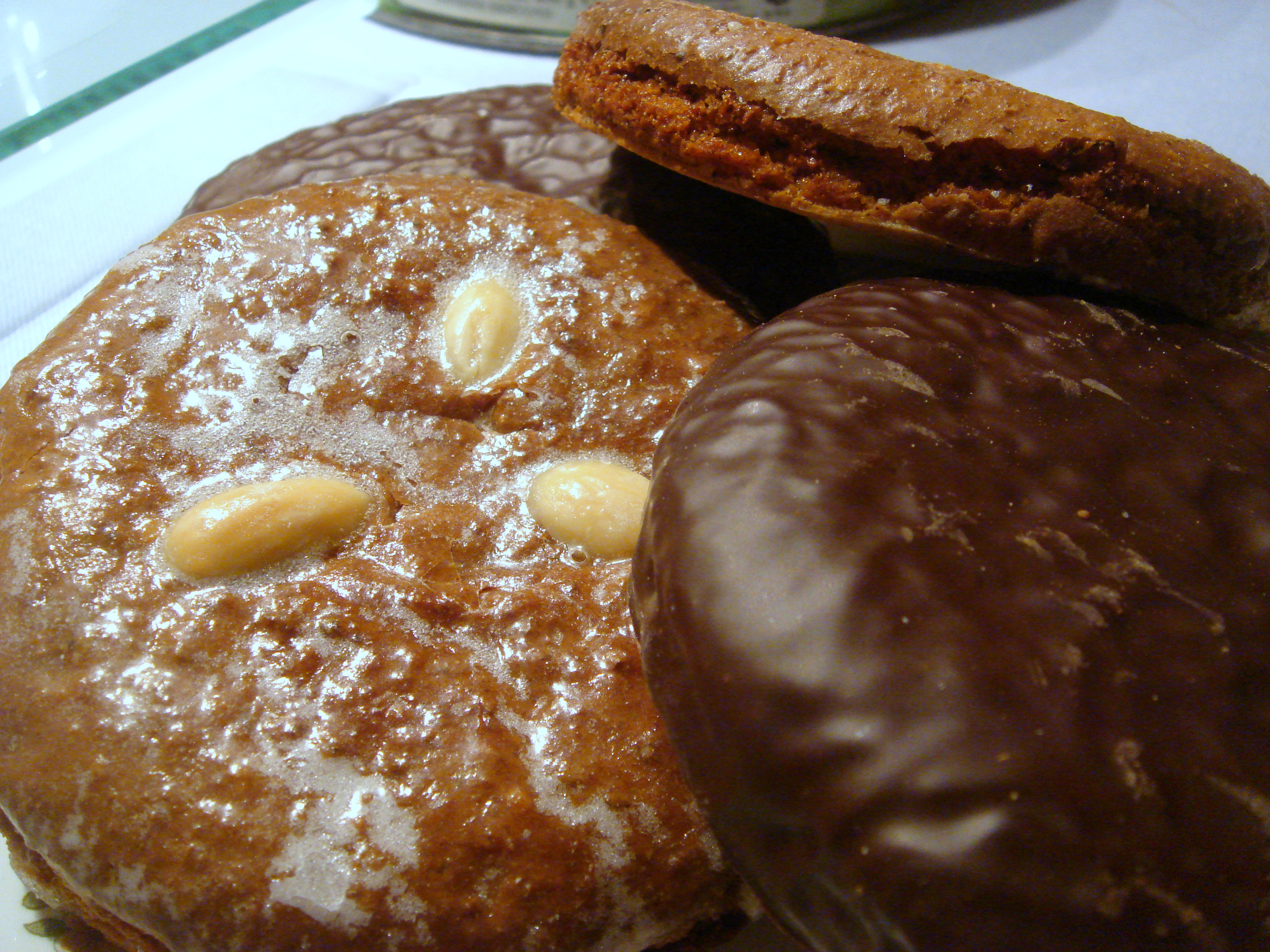
Nürnberger Oblatenlebkuchen (glasiert, schokoliert, pur)

Oblatenlebkuchen entstehen aus einer dressierfähigen Masse, die zum größten Teil aus Zucker sowie mehr oder minder stark zerkleinerten Mandeln, Hasel- oder Walnüssen oder anderen Ölsamen oder Marzipanrohmasse oder entsprechend anderen Rohmassen besteht. Mehl und Stärke machen dagegen den kleineren Teil aus – je geringer der Mehlanteil, desto hochwertiger der Lebkuchen. Das Mehl sollte wie bei braunen Lebkuchen kleberschwach sein, die Stärkezugabe dient dazu, den Klebereiweißanteil zu verringern. Dazu kommen in kleinerer Menge Eier, auf Wasser und Speisefett wird noch konsequenter verzichtet als beim braunen Lebkuchen. Man kann zwar Oblatenlebkuchen auch ganz oder teilweise mit Honig, Invertzuckercreme und anderen viskosen Zuckerarten süßen, aber im Gegensatz zum braunen Lebkuchen ist das unnötig: Durch den geringeren Mehlanteil und die ölreichen Mandeln und Nüsse wird die Krume auch dann nicht hart, wenn man vorwiegend Kristallzucker zugibt, was denn auch meistens geschieht.
Die Masse für Oblatenlebkuchen ist also der Makronenmasse sehr ähnlich und wird auch so ähnlich wie diese hergestellt, dressiert und gebacken. Beim Vermischen von Ölsamen, Zucker und Ei wird sie nötigenfalls erhitzt (fachsprachlich: „abgeröstet“). Die fertige Masse portioniert man mit dem Spritzbeutel oder anderweitig auf Oblaten und backt die Lebkuchen bei 180 °C. Sie können mit Mandeln, Zitronat oder Orangeat verziert werden, und nach dem Backen erhalten sie optional einen Überzug aus Schokolade oder Zuckerguss. Andere Formen als kreisrunde oder viereckige Stücke sind prinzipiell natürlich denkbar, aber im Handel nur selten zu finden.
Oblatenlebkuchen sind im Gegensatz zu braunen Lebkuchen weniger vielfältig; man unterscheidet im Wesentlichen zwei Sorten:
- Oblatenlebkuchen, die typische Grundform;
- weiße Lebkuchen mit einem hohen Eianteil, ausschließlich rechteckig und ohne Glasur.

Darüber hinaus kennt das Deutsche Lebensmittelbuch eine ganze Reihe von Unterscheidungen, die sich auf die genaue Zusammensetzung beziehen, insbesondere auf die Anteile bestimmter Ölsaaten, und gewisse Qualitätsstufen definieren: Einfache, feine und feinste Oblatenlebkuchen, Haselnuss-, Walnuss- und Nusslebkuchen und Mandel-, Marzipan- bzw. Makronenlebkuchen. Die bekannte Bezeichnung Elisenlebkuchen ist ein Synonym für feinste Oblatenlebkuchen – dies ist die höchste Qualitätsstufe, für die das Lebensmittelbuch mindestens 25 % Mandeln, Haselnüsse oder Walnüsse fordert sowie den Verzicht auf andere Ölsaaten und einen Maximalgehalt von 10 % Mehl oder 7,5 % Stärke oder „eine entsprechende Mischung“. Mit Schokoladearten verwechselbare Überzüge – diese Formulierung zielt vor allem auf kakaohaltige Fettglasur – verbietet das Lebensmittelbuch für Oblatenlebkuchen kategorisch.

## Geschichte

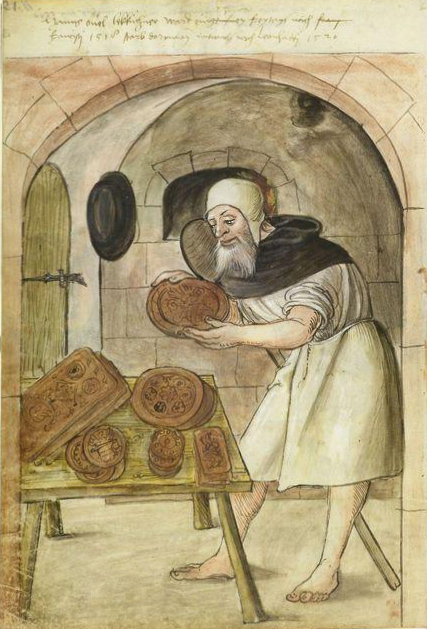
Lebküchner um 1520

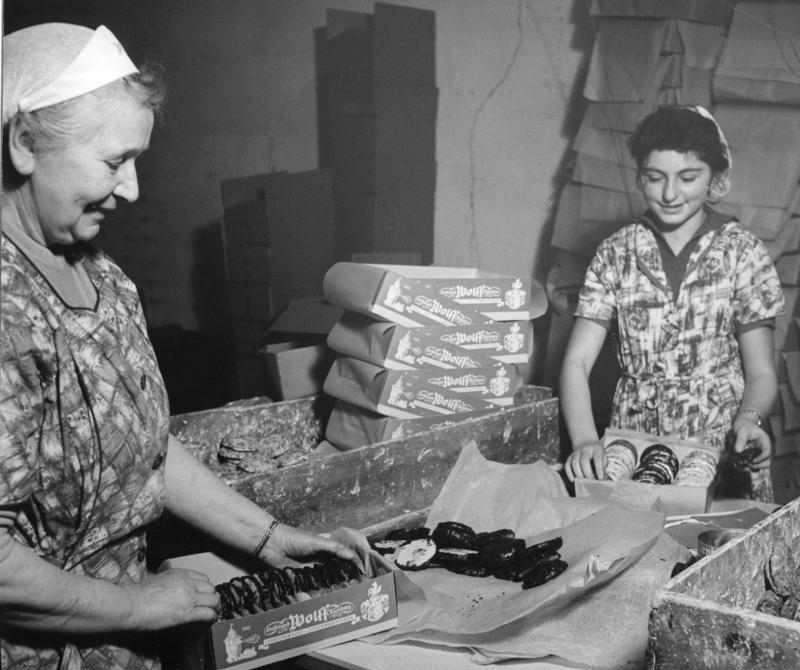
Verpacken der Ware in der Wolff-Lebkuchenfabrik in Nürnberg 1959

Erste schriftliche Zeugnisse von kleinen gewürzten Honigkuchen entstanden um 350 v. Chr., doch bereits die alten Ägypter haben honiggesüßte Kuchen gekannt, wie man aus Grabbeigaben weiß. Die Römer kannten libum, mellita placenta und strues als Bezeichnungen für einen mutmaßlichen Honigkuchen. Im Mittelalter wurde der Lebkuchen nicht nur zur Weihnachtszeit verschenkt und verzehrt, sondern auch zu Ostern oder anderen Anlässen. Die Lebkuchen waren ein Bestandteil der Fastenküche und wurden z. B. zu starkem Bier serviert.
Der Lebkuchen in der heute noch bekannten Form wurde ursprünglich im belgischen Dinant erfunden, dann von den Aachenern übernommen und abgewandelt (siehe Aachener Printen) und schließlich von den fränkischen Klöstern übernommen und nochmals leicht abgewandelt. Die Nonnen stellten das Gebäck als Nachtisch her. Als „Pfefferkuchen“ wird es bereits 1296 in Ulm erwähnt. Im 14. Jahrhundert ist der Lebkuchen in und um Nürnberg bekannt, wo er in Männerklöstern gebacken wurde. Der Nürnberger Lebkuchen hat seinen Ursprung im nahen Kloster in Heilsbronn. Lebkuchen war wegen seiner langen Haltbarkeit beliebt, denn er konnte gelagert werden und wurde in schlechten Zeiten von den Mönchen verteilt. In Nürnberg wurden Lebkuchen insbesondere von Fuhrmännern als kalorienreiche, lange haltbare Konserve, die leicht und platzsparend stapelbar war, mitgeführt.
Da für die Herstellung seltene Gewürze aus fernen Ländern benötigt wurden, haben vor allem Städte an bedeutenden Handelsknotenpunkten eine lange Lebkuchentradition. Außer Nürnberg und Pulsnitz gehörten dazu Augsburg, Ulm, Köln und Basel. In München wird bereits 1370 im Steuerverzeichnis ein „Lebzelter“ aufgeführt, also ein Lebkuchenbäcker. Während in München das Gebäck mit Formen ausgestochen und mit buntem Zucker verziert wurde, dekorierte man die Nürnberger Kuchen mit Mandeln oder Zitronat.
Bekannt waren neben den Ratiborer Pfefferkuchen auch die Thorner Lebkuchen, auch als Thorner Pflastersteine bekannt, aus der westpreußischen Stadt Thorn (seit 1919 Toruń, Polen), die nach dem Kloster der heiligen Katharina von Alexandrien den Beinamen Kathrinchen trugen, oder das Neisser Konfekt, auch Neisser Pfefferkuchen genannt, aus Neisse in Schlesien, welches ab dem 16. Jahrhundert belegt ist.

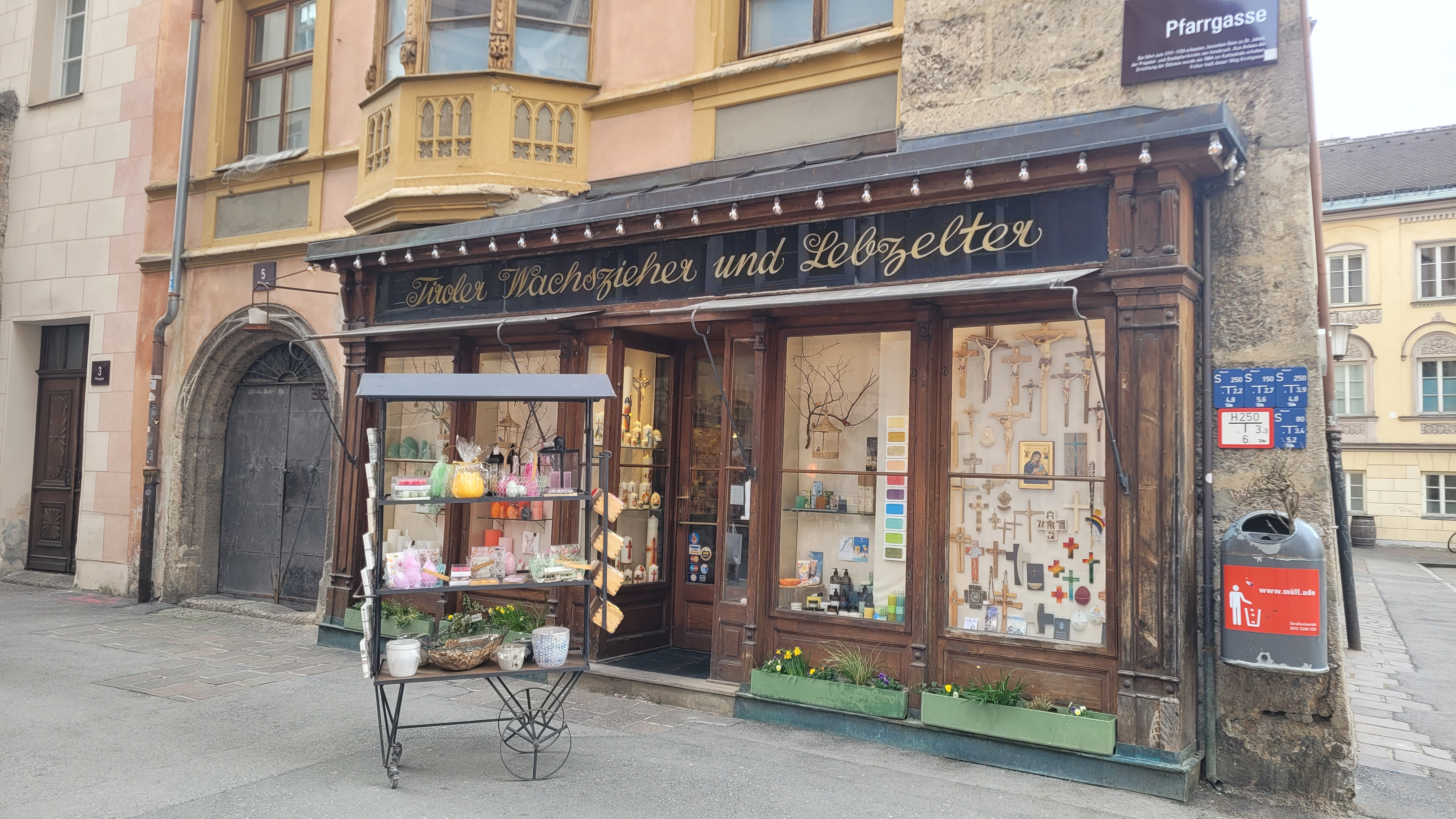
Wachszieher- und Lebzelter-Geschäft in der Innsbrucker Pfarrgasse

Lebkuchen (mittelhochdeutsch lebkuoche) wurden in Klosterbäckereien, wo man schon Hostien anfertigte, ebenfalls auf Oblaten gebacken. In Süddeutschland und Österreich nannte man die flachen Kuchen Zelte(n) und somit die Bäcker Lebzelter. Die Lebküchler oder Lebzelter waren in Zünften vereinigt.
Die Lebkuchen des Spätmittelalters, die aus Bienenhonig und Roggenmehl bestanden und mit Pfeffer, Paradieskörnern, Ingwer, Muskat, Nelken, Kardamom und Zimt gewürzt wurden, wären nach heutigem Geschmacksempfinden „kaum genießbar“. In gemahlenem Zustand dienten sie auch als haltbare Würz- und Färbemittel für Fleisch- und Fischspeisen, Sulzpasteten und Saucen sowie zur Herstellung doppeltgewürzter Lebkuchen.
Zusätzlich mit Gewürzen besteckt, in Modeln ausgerückt und sogar mit Blattgold verziert, dienten Lebkuchen als kostbare und beliebte Neujahrsgeschenke.
Das Aufkommen des Backpulvers Ende des 19. Jahrhunderts hatte auch einen Einfluss auf die Entwicklung des Lebkuchens. Das Backpulver ließ den würzigen Teig in die Höhe treiben. Hierdurch entstanden viele Gebäckvarianten, die in Geschmack und Konsistenz zum Teil dicht, zum Teil weiter vom ursprünglichen Lebkuchen entfernt sind, so zum Beispiel zahlreiche Honig- oder Gewürzkuchenvarianten.

## Internationale Variationen

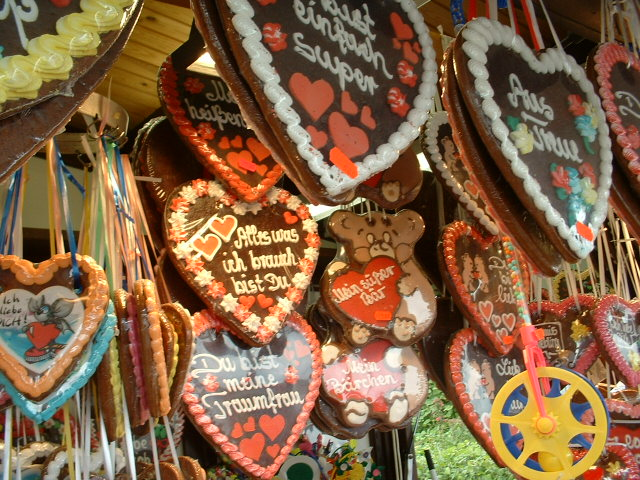
Lebkuchenherzen

Heute gilt Lebkuchen in seinen regional unterschiedlichen Bezeichnungen und Variationen meist als das klassische Gebäck der Weihnachtszeit. Es gibt ihn mit Schokoladenüberzug und ohne, mit mehr oder weniger Nüssen, Mandeln, Marmeladenfüllung und so weiter.

### Bildlebkuchen
Bildlebkuchen, also Lebkuchen, die in Form geschnitten oder gepresst werden, gibt es bereits seit dem 15. Jahrhundert. Es gibt sie traditionell mit religiösen Motiven, später kamen auch weltliche Bilder auf. Diese Bildlebkuchen sind heute international verbreitet und nicht nur zu Weihnachten beliebt: Ziemlich bekannt sind die mit Zuckerguss verzierten Lebkuchenherzen, die auf Volksfesten und Jahrmärkten, aber auch auf Weihnachtsmärkten an den Ständen der Bäcker angeboten werden. Zu den international bekannten Bildlebkuchen gehört der im englischsprachigen Raum verbreitete „Gingerbread Man“ als vereinfachte menschliche Form ohne Hände und Füße.

### Lebkuchenhäuschen

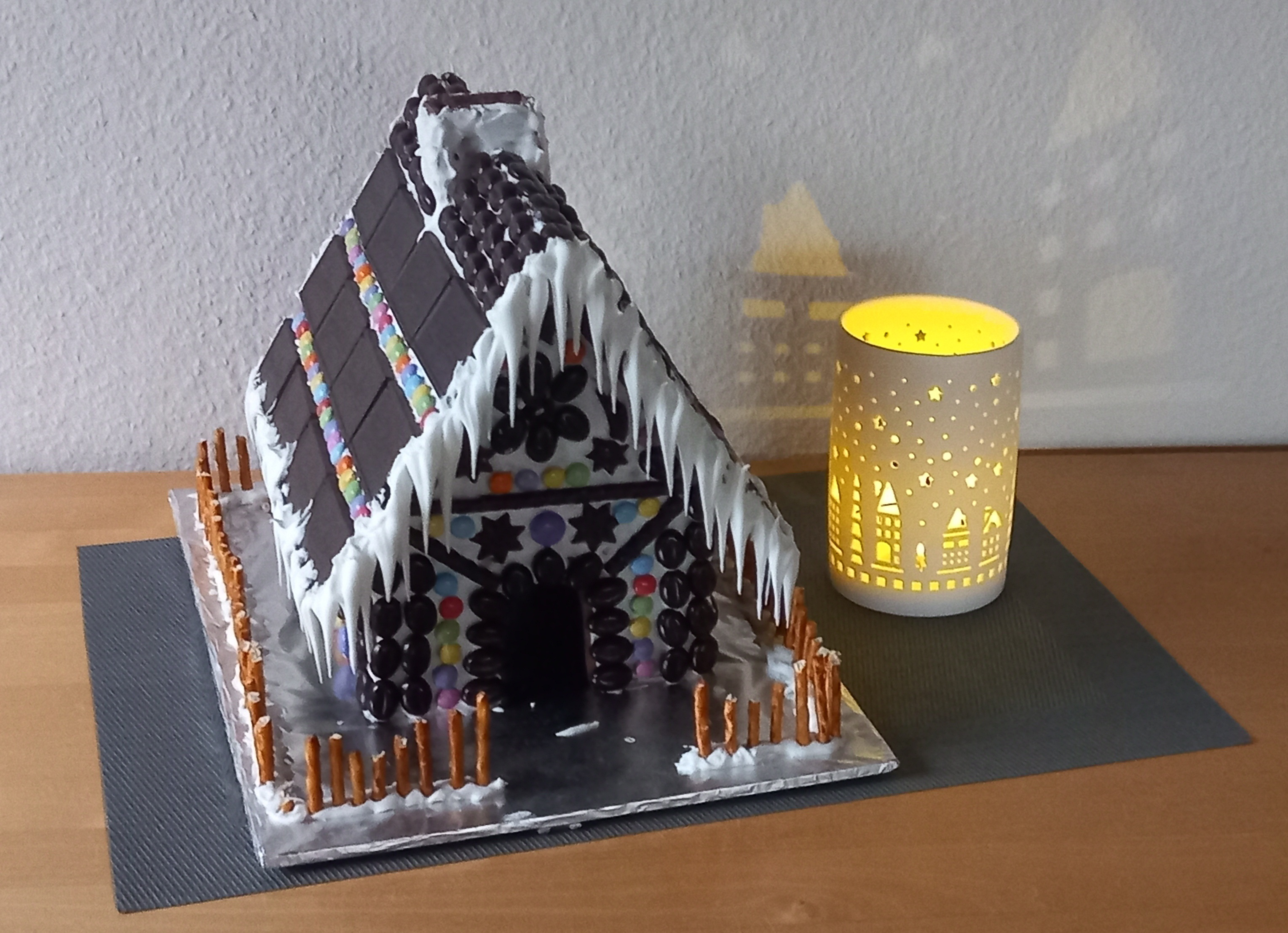
Lebkuchenhaus

Aus Lebkuchen wird auch das so genannte Pfefferkuchenhaus, volkstümlich auch als Knusperhäuschen oder Hexenhaus bezeichnet, gebaut, das auf das Märchen von Hänsel und Gretel zurückgeht. Diese Lebkuchenhäuschen sind nicht nur im deutschsprachigen Raum verbreitet, sondern werden auch in Osteuropa, in Skandinavien und im englischsprachigen Raum hergestellt.

### Lebkuchenmann

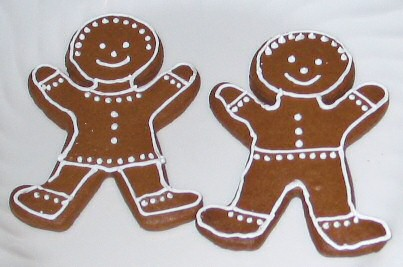
Lebkuchenfrau und -mann

Seit dem 16. Jahrhundert sind figürliche Lebkuchen bekannt. Lebkuchenmänner und -frauen werden besonders im englischsprachigen Raum zu Festen (Weihnachten, Halloween, Ostern etc.) verschenkt.

### Deutsche Lebkuchenspezialitäten
Einige der deutschen Lebkuchenspezialitäten sind weltweit bekannt, insbesondere die Nürnberger Lebkuchen und die Aachener Printen. Weitere regionale Varianten sind Rosner Lebkuchen aus Waldsassen, der Bentheimer Moppen, die Pulsnitzer Pfefferkuchen, Neisser Konfekt, Liegnitzer Bomben und schlesische Mehlweißen Coburger Schmätzchen und Mecklenburger Pfeffernüsse.
Als abgepackte Fertigprodukte werden Lebkuchen häufig mit Schokoglasur angeboten, beispielsweise als Sterne Herzen Brezeln oder als kleine mit Fruchtzubereitung gefüllte Herzen.

### Lebkuchen in Russland

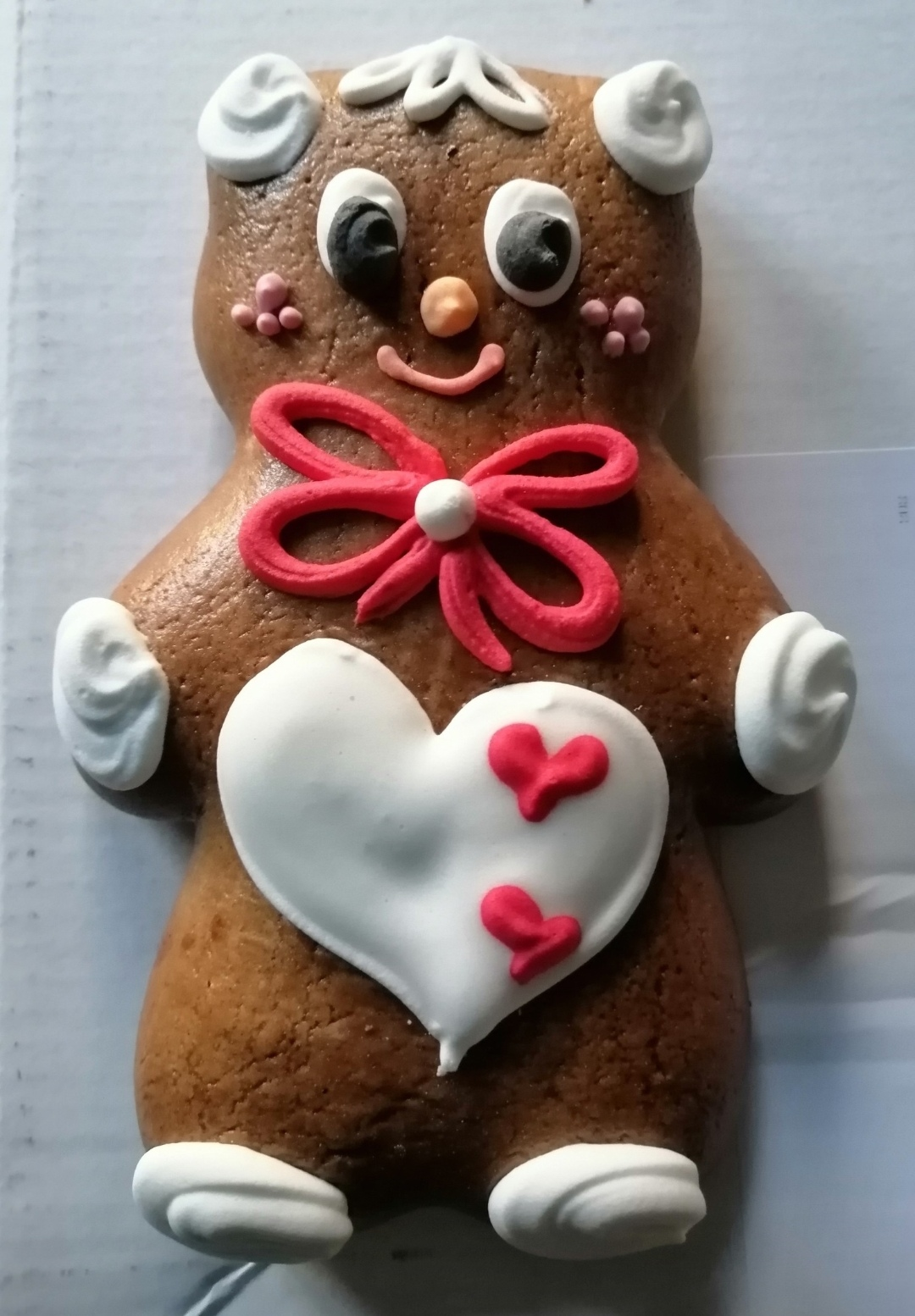
Verzierte Lebkuchenfigur

Die russische Variante des Lebkuchens, Prjaniki (russisch Пряники Plur., Singular Пряник „Prjanik“), wird aus Weizenmehl, Zucker, Margarine, Butter, Öl, Wasser, Milch und Salz gebacken. Auch Honig und Gewürze können zugesetzt werden. Das Feingebäck wird oft zum russischen Tee gereicht.
In der Stadt Tula werden Prjaniki spätestens seit dem 17. Jahrhundert in vielfältiger Form und Geschmacksrichtung gebacken. Heute gibt es hier ein Lebkuchen-Museum, wo Besucher frisch gebackene Prjaniki verkosten können.

### Lebkuchen im Alpenraum
In der Schweiz wird verbreitet ein Papiernikolaus mit Gummi arabicum auf einen Lebkuchen aufgeklebt. Diese Tradition reicht bis in die Mitte des 19. Jahrhunderts zurück und damit in eine Zeit, in der noch in weiten Teilen der Schweiz der Nikolaus die Geschenke und den Baum brachte und noch nicht das Christkind, wie aus dem 1893 publizierten Artikel Chlaus im Schweizerischen Idiotikon hervorgeht.
In Österreich sind „Lebzelten“ in ähnlicher Variantenvielfalt verbreitet wie in Deutschland. Traditionell werden in Gmunden (Oberösterreich) am Liebstattsonntag im Frühling große Lebkuchenherzen (Durchmesser ca. 20–30 cm) verschenkt. Je nach den Standorten verschiedener alteingesessener Lebkuchen-Manufakturen gibt es regionale Lebkuchen-Spezialitäten: Mariazeller Lebkuchen aus dem Wallfahrtsort Mariazell (seit 1860), Ischler Lebkuchen aus Bad Ischl (seit 1848), Ausseer Lebkuchen aus Bad Aussee (seit 1584), die Lebzelterei Kastner in Bad Leonfelden (seit 1559), die St. Wolfganger Lebzelten (seit 1520) und Nagy Lebkuchen aus Salzburg (seit 1879).
In Wien prägt seit 1758 Metzger Lebkuchen die regionale Lebkuchenwelt. Gegründet wurde die Firma 1685 in Perchtoldsdorf bei Wien. Dort wurde Mitte des 18. Jahrhunderts eine Filiale am Stephansplatz eröffnet. Die Belieferung des Hofes der Kaiserin Maria Theresia folgte bald darauf. Unter der Marke Metzger & Söhne werden seit 2016 hochwertige Lebkuchenpralinen und Konfekt nach der Tradition der k. u. k. Zeit angeboten.

### Weitere europäische Lebkuchenvarianten
Auch andere europäische Länder haben eigene Lebkuchenspezialitäten mit langer Tradition. Dazu gehören Lebkuchen aus dem französischen Dijon, dem dänischen Christiansfeld oder die Thorner Kathrinchen aus dem seit 1919 polnischen Toruń. Besonders reich mit Zuckerguss verziert sind die Lebkuchenfiguren und -häuser aus der tschechischen Stadt Pardubice.

### Soßenlebkuchen
Eine recht einfache Lebkuchenart ist der Soßenkuchen oder Soßenlebkuchen, der in manchen Gegenden Deutschlands ganzjährig in der Küche zur Herstellung von Soßen verwendet wird.

## Trivia
- Das Museum Alte Pfefferküchlerei in Weißenberg, Sachsen, zeigt das Handwerk der Lebkuchenherstellung.
- Am 5. Dezember 2003 wurde in Esslingen am Neckar der größte Lebkuchen der Welt hergestellt. Er bildete eine Nikolaus-Figur nach und war 10 Meter lang und 4 Meter breit. Benötigt wurden dazu unter anderem 350 kg Mehl, 180 kg Sirup und 8 kg Lebkuchengewürz. Verziert mit Marzipan und Zuckerguss (Fondant) wog der Lebkuchen 650 kg.
- Jährlich findet in der Schweiz ein Lebkuchen-Wettbewerb statt. Analog zum Lebkuchenhaus werden aus Lebkuchen Skulpturen und Objekte im Wettkampf gegeneinander gebaut. Der Gewinner wird mit dem goldenen Wallholz ausgezeichnet.[27]
- Das von dem Komiker Günter Grünwald erdachte Grünwaldsche Lebkuchengesetz verbietet den Verkauf und Genuss von Lebkuchen vor dem 9. November.[28]

## Wirtschaftliche Bedeutung
Der Absatz von Lebkuchen in Deutschland ist im Zeitraum 2009 bis 2012 stetig zurückgegangen. Wurden 2009 noch 102.500 Tonnen hergestellt, so waren es im Jahr 2012 nur noch 80.200 Tonnen, was einem Rückgang um fast 22 Prozent entspricht. Seitdem ist die Produktion etwa gleich geblieben, im Jahre 2017 waren es 84.050 Tonnen. Der Außenhandel veränderte sich im gleichen Zeitraum dagegen kaum. 2012 wurden 13.100 Tonnen Lebkuchen ausgeführt (davon 3400 Tonnen nach Österreich), während 4500 Tonnen importiert wurden. Im Jahre 2016 waren es 14.900 Tonnen Export, davon 3700 Tonnen nach Österreich.
Die Gesamtproduktion von Lebkuchen lag im Jahr 2020 mit 86.500 Tonnen leicht über der Produktion im Vorjahr. So wurden im Jahr 2019 noch 86.400 Tonnen Lebkuchen produziert. Ungefähr 20.000 Tonnen Lebkuchen exportierte Deutschland im Jahr 2020 ins europäische Ausland. Über 60 Prozent verteilen sich dabei auf vier Länder: Österreich, Polen, Frankreich und Großbritannien. Ist der Export in den vergangenen Jahren eher zurückgegangen, sind die Exporte im Jahr 2020 wieder um 3 Prozent im Vergleich zum Vorjahr gestiegen.
Regelmäßig findet die „globale Leitmesse für Pfeffer- und Honigkuchen“ in Rehau statt und gibt Gelegenheit, sich über hunderte verschiedene Lebkuchen zu informieren.